# Cầu mưa

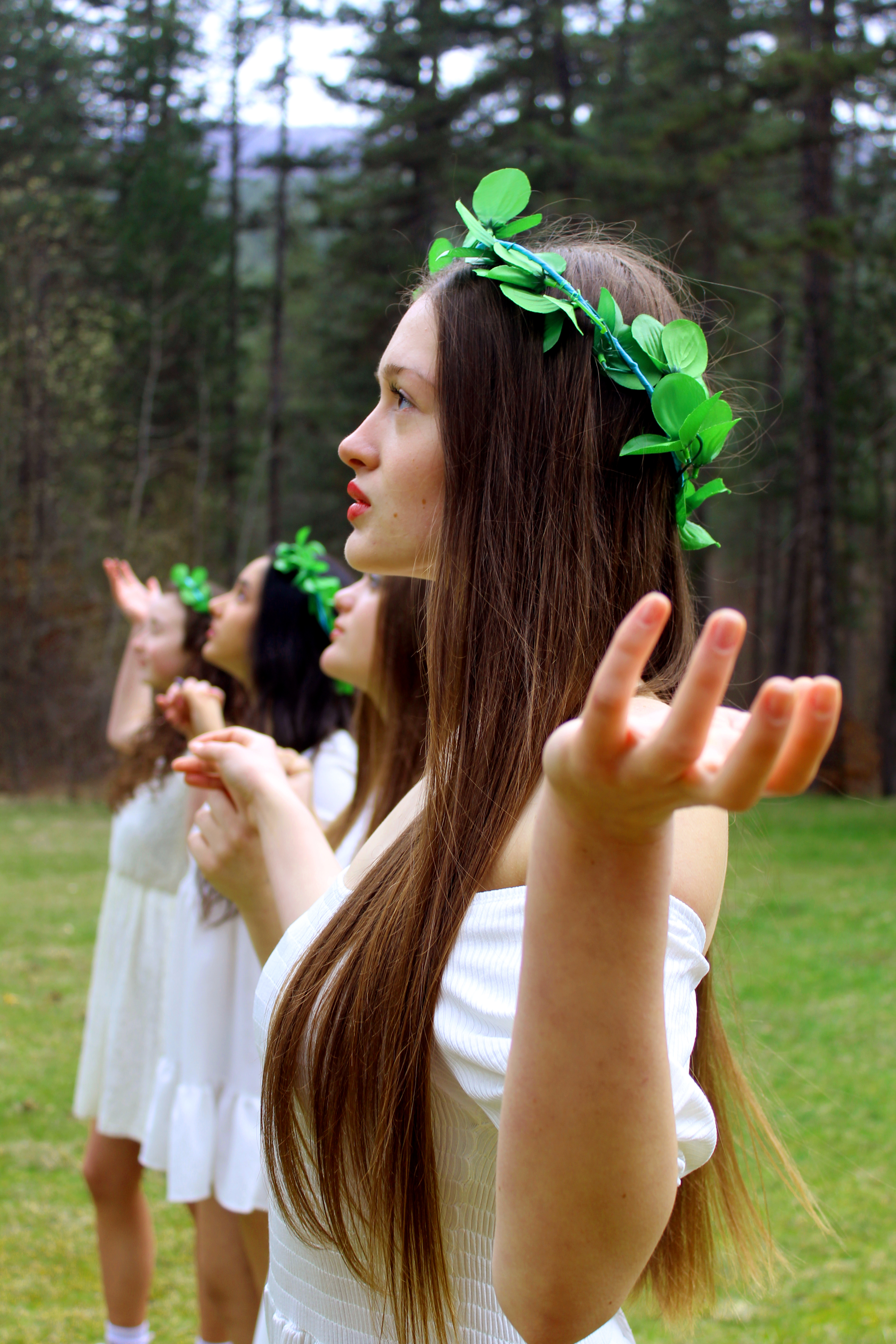
Nghi thức cầu mưa với vũ điệu tế lễ nữ thần Dodola, một nghi lễ nhảy múa, ca hát của những cô gái người Moldova

Cầu mưa hay phép làm mưa (Rainmaking) là một nghi thức cố gắng gọi mưa. Đây là những nghi thức (thường là vũ điệu, cầu khấn, lập đàn, lễ hội cúng bái) dâng lên các vị thần thời tiết (thần mưa) với mong muốn ban cho cơn mưa giải nắng hạn, cầu mưa là một biểu hiện xa xưa của tín ngưỡng sùng bái tự nhiên trong lịch sử. Trong số những ví dụ nổi tiếng nhất về nghi lễ sửa đổi thời tiết là vũ điệu mưa (Rain dance) của những người thổ dân da đỏ ở Bắc Mỹ, được nhiều bộ lạc Người Mỹ bản địa, đặc biệt là ở Tây Nam Hoa Kỳ thực hiện cho đến ngày nay. Trong thời kỳ đầu của khí tượng học, người Mỹ bản địa ở vùng trung tây của Hoa Kỳ hiện đại thường quan sát và nương theo các kiểu thời tiết đã biết trong khi biểu diễn vũ điệu cầu mưa cho những người định cư để đổi lấy hàng hóa, như các bộ lạc Osage và Quapaw ở Missouri và Arkansas.

## Tục truyền
Ở vùng Ban-căng thuộc Đông Âu, thì điệu nhảy tế nữ thần Dodola (còn gọi là Dodole, Dudola, Dudula) là những phong tục ngoại đạo của người Slav cổ đại được thực hành để cầu mưa lưu truyền cho đến thế kỷ XX. Truyền thống này có ở các quốc gia Nam Slav (Bulgaria, Croatia, Bắc Macedonia, Montenegro và Serbia), như cũng như ở gần Albania, Hy Lạp, Hungary, Moldova và Romania. Đó là một nghi lễ ca hát, nhảy múa được các cô gái và chàng trai thực hiện. Tục làm mưa là một truyền thống được chia sẻ giữa các dân tộc Balkan và không rõ ai đã vay mượn nó từ ai. Tục thờ Perperuna và Dodola được coi là phong tục ngoại giáo rất giống nhau ở các nước Đông Nam Âu như có chung nguồn gốc vậy, sự khác biệt chính là ở giới tính của người chủ tế (có thể liên quan đến thứ bậc xã hội của nhóm dân tộc hoặc khu vực cụ thể), chúng đại diện cho một nhóm nghi lễ với một đám người đi rước quanh nhà, ruộng vườn trong một ngôi làng mà điểm đặc sắc phân biệt chúng với các nghi lễ tập thể tương tự khác trong cùng khu vực và thời kỳ, chủ đề của những bài ca hát luôn nhắc đến mưa và những loại cây trồng trong vùng.
Bà Julia M. Buttree (vợ của Ernest Thompson Seton) mô tả điệu nhảy cầu mưa của người Zuni, cùng với các điệu nhảy khác của người Mỹ bản địa trong cuốn sách Giai điệu của người da đỏ (The Rhythm of the Redman). Ở Trung Quốc cổ đại có những Pháp sư gọi là Vũ sư (巫) đã thực hiện nghi lễ múa cầu mưa trong kỳ hạn hán, những pháp sư xưa kia đóng vai trò trung gian với linh hồn thiên nhiên được cho là có khả năng kiểm soát lượng mưa và lũ lụt.. Ở Việt Nam, trong văn hóa truyền thống có nhiều Lễ hội các dân tộc Việt Nam chuyển thực hiện nghi lễ cầu mưa như: Lễ hội cầu mưa của người Chăm, Lễ hội cầu mưa của người Xtiêng, Lễ hội Cầu mưa của người Thái, Lễ hội cầu mưa của người Lô Lô. Ngoài ra còn có các lễ hội để cầu mưa thuận gió hòa (Phong điều vũ thuận), quốc thái dân an như: Lễ hội Puh Hơ Drih, Lễ hội Mah Grợ, Lễ hội Mùa xuân (người Êđê), Lễ hội dâng hoa măng (người La Ha), Lễ hội Lồng tồng, Lễ cúng bến nước, Lễ mở cửa tháp (Chăm), Lễ hội Chol Chnam Thmay.

## Mặt khoa học
Ở góc độ khoa học thì việc lập đàn cầu mưa là việc không có cơ sở khoa học, chưa được kiểm chứng, theo các chuyên gia khí tượng, việc lập đàn cầu mưa giải hạn, cầu nguyện, đọc kinh là hoàn toàn không có căn cứ, việc có mưa hay không phải phụ thuộc vào nhiều yếu tố khác nhau chứ không phải cầu là có. Để xảy ra hiện tượng đổ mưa (giáng thủy) cần phải đáp ứng các điều kiện như bầu trời có mây, loại mây đối lưu dễ xảy ra mưa hoặc các loại mây tầng thấp và điều kiện để hình thành mây gây mưa là độ ẩm không khí phải từ 89 - 90%, trong đó, điều kiện hình thành mây tầng thấp là quá trình bốc hơi liên tục xảy ra, độ ẩm không khí phải cao, mặt đất có nhiệt độ cao, nhưng càng lên cao nhiệt độ càng giảm, khối không khí đạt tới trạng thái bão hòa, quá trình ngưng kết (ngưng tụ hơi nước) xảy ra, hạt mây đủ lớn, trọng lượng những hạt mây thắng được lực dòng thăng từ đó hiện tượng mưa sẽ xảy ra. Trong tầng đối lưu độ ẩm càng cao, hạt nhân ngưng kết (sol khí) càng nhiều, khi đó mưa càng dễ xảy ra hơn.

## Hình ảnh

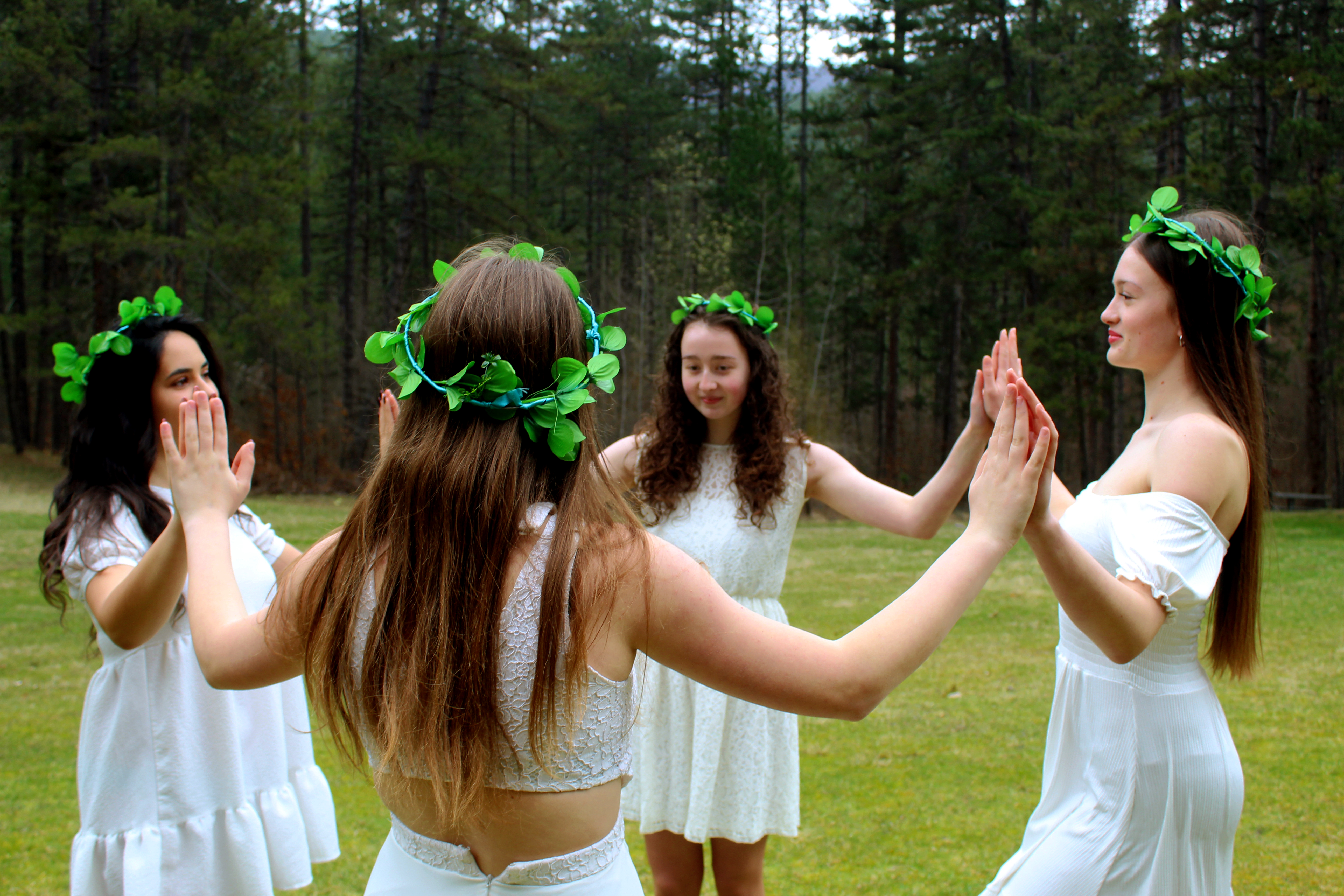
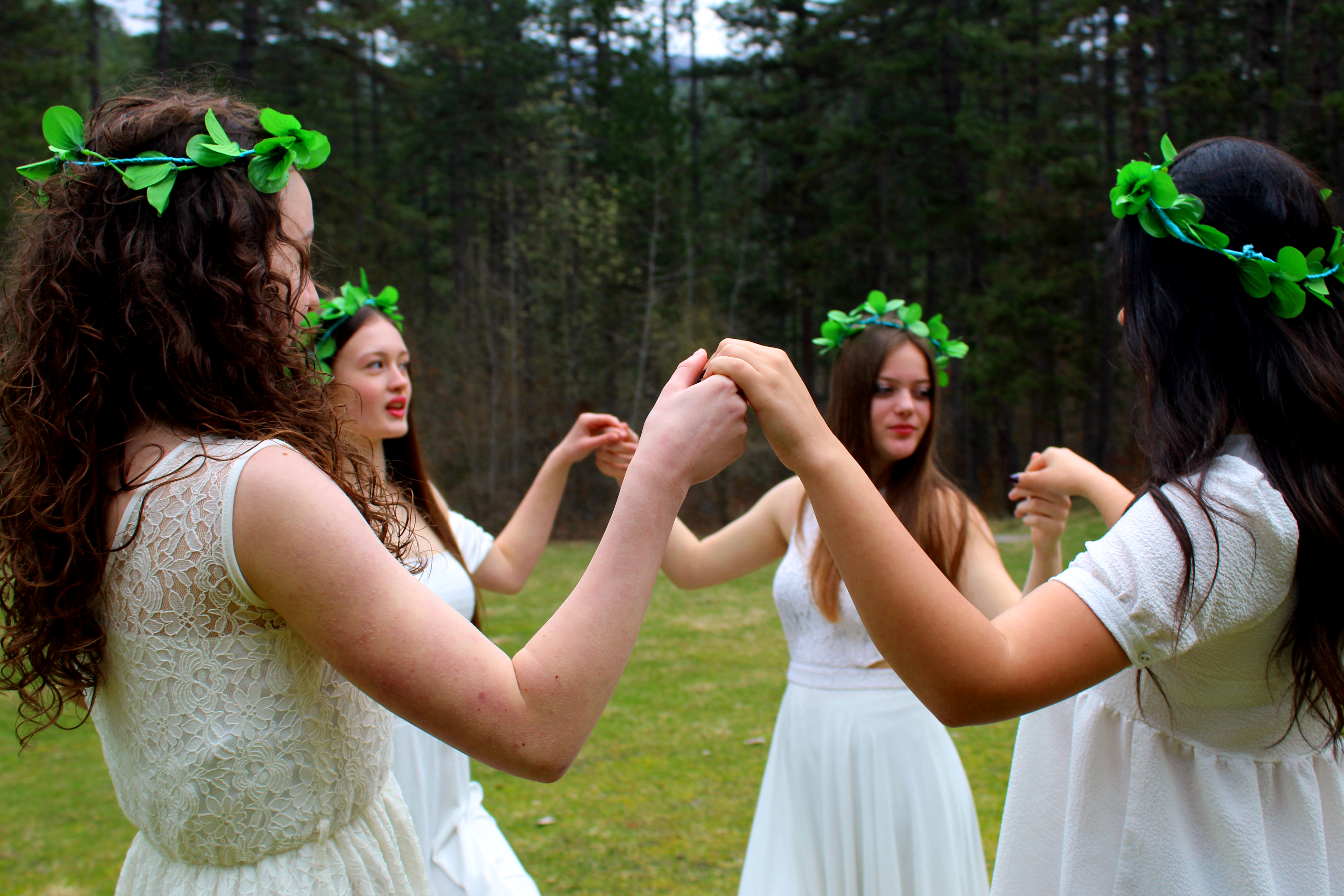
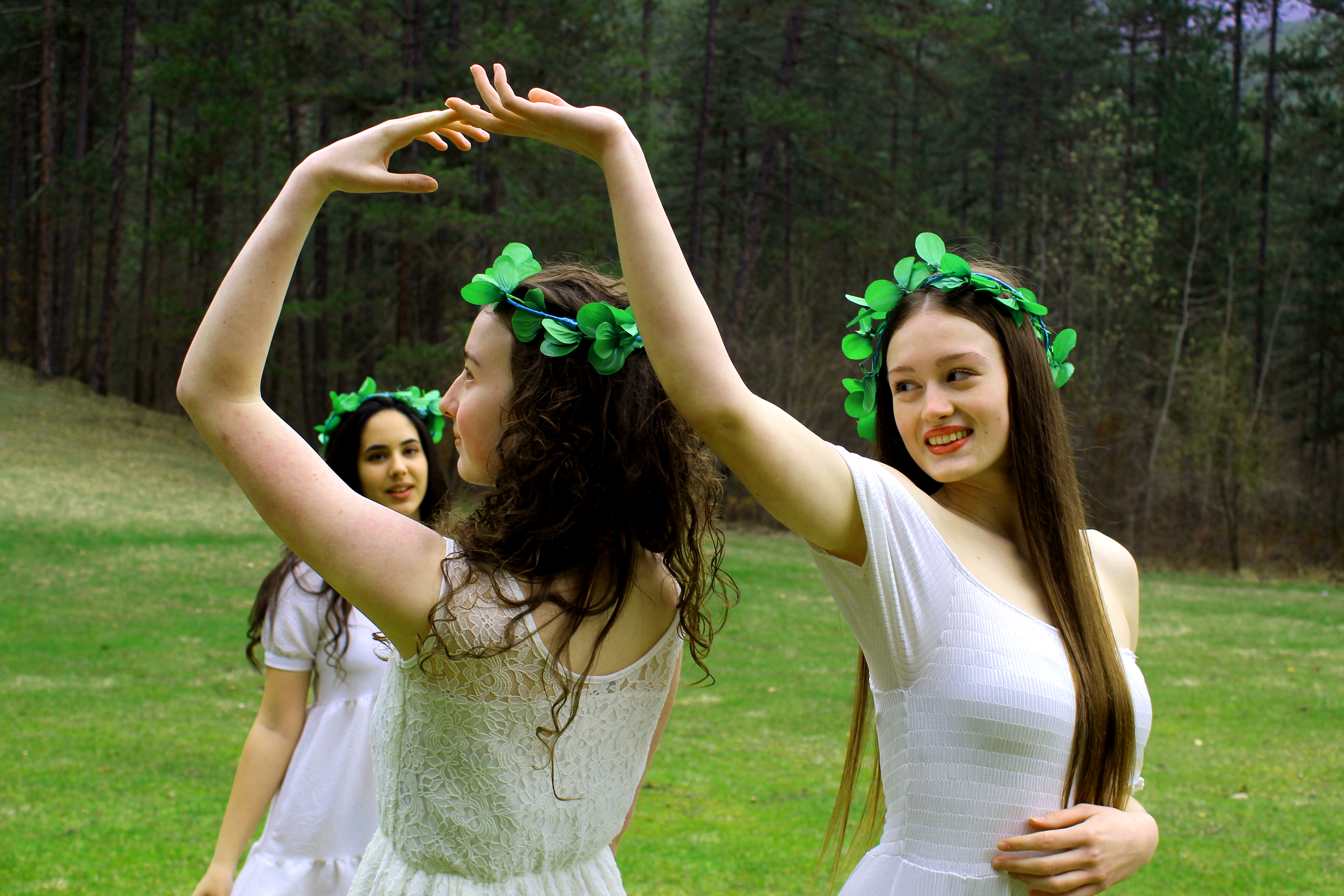
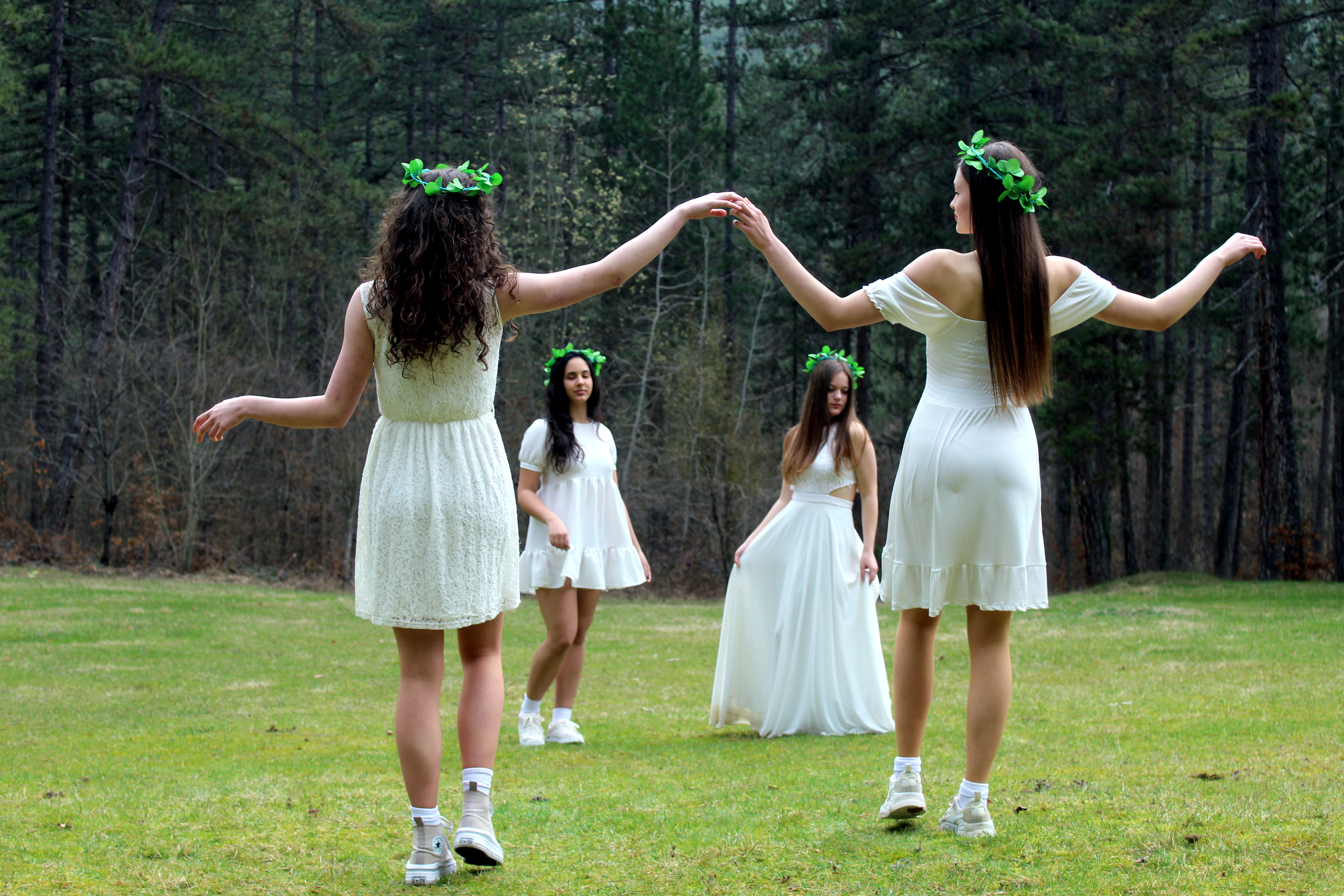
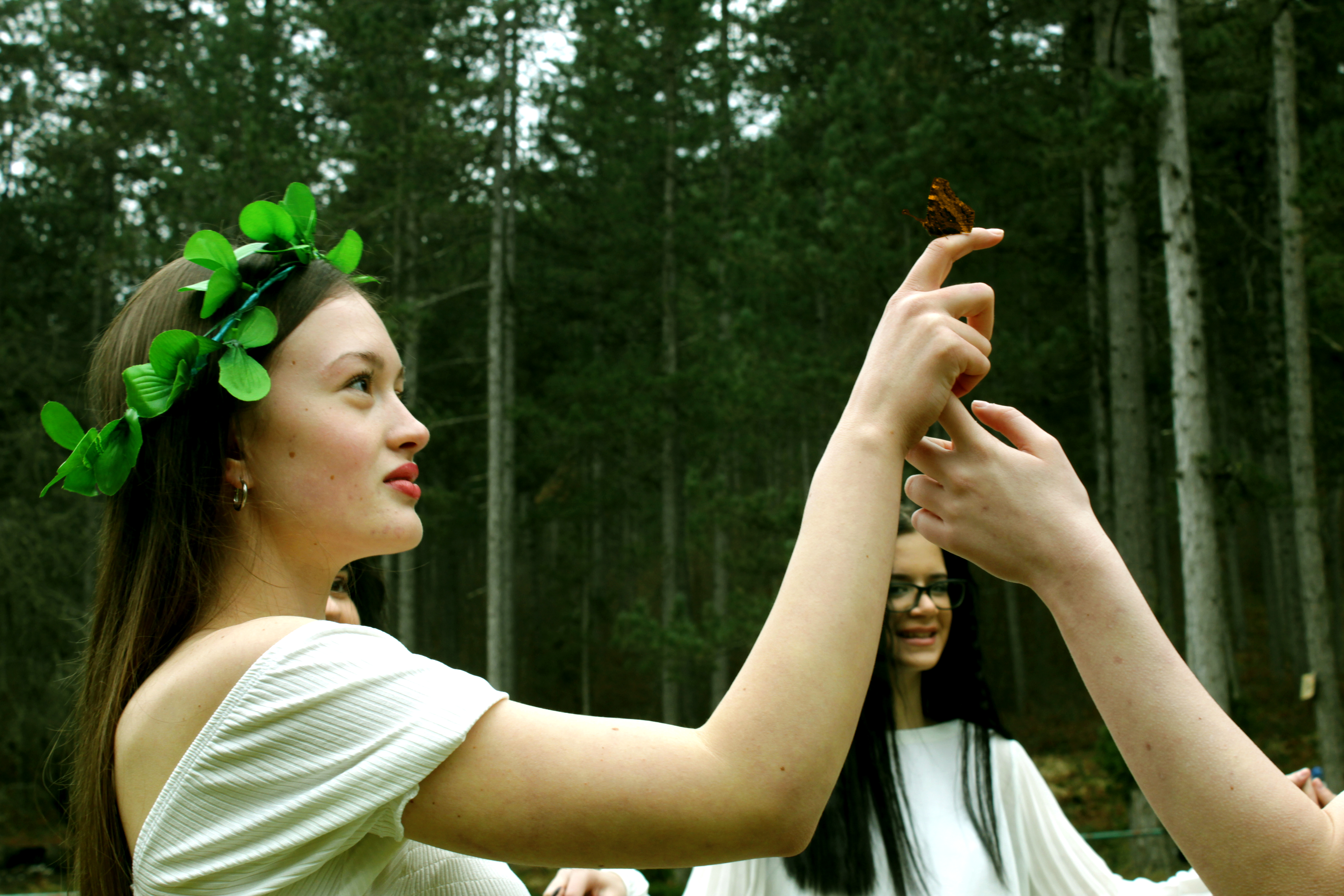
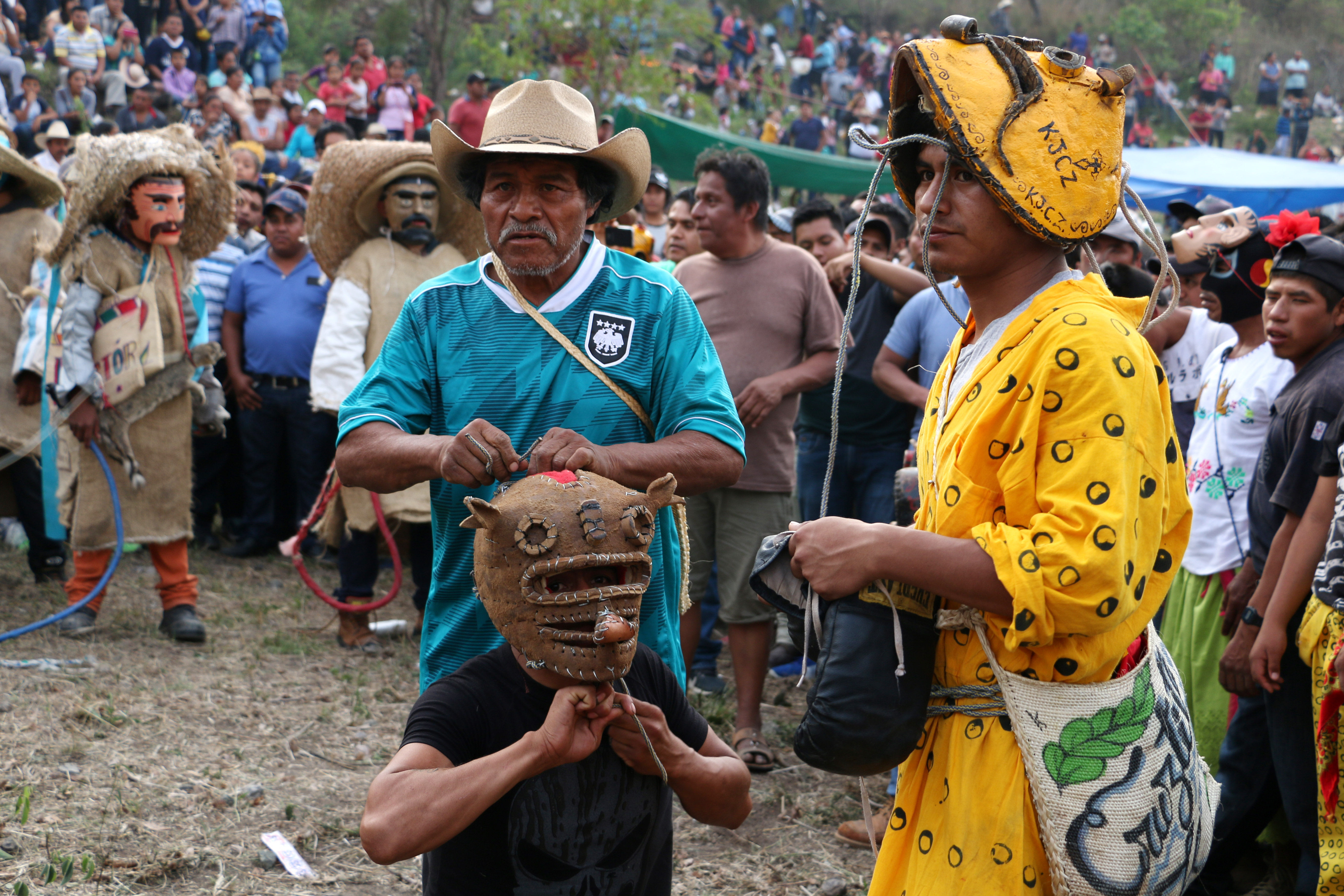
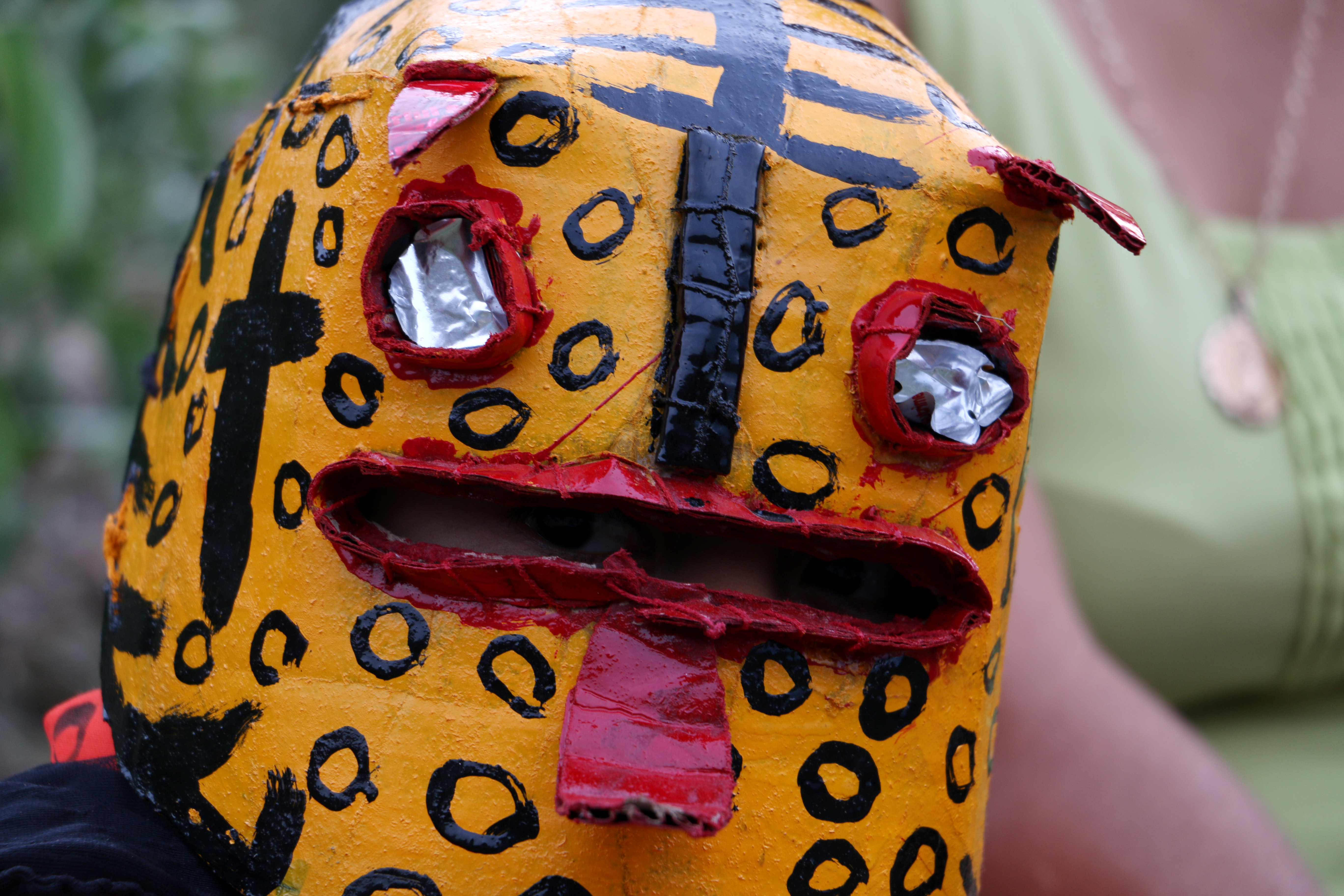
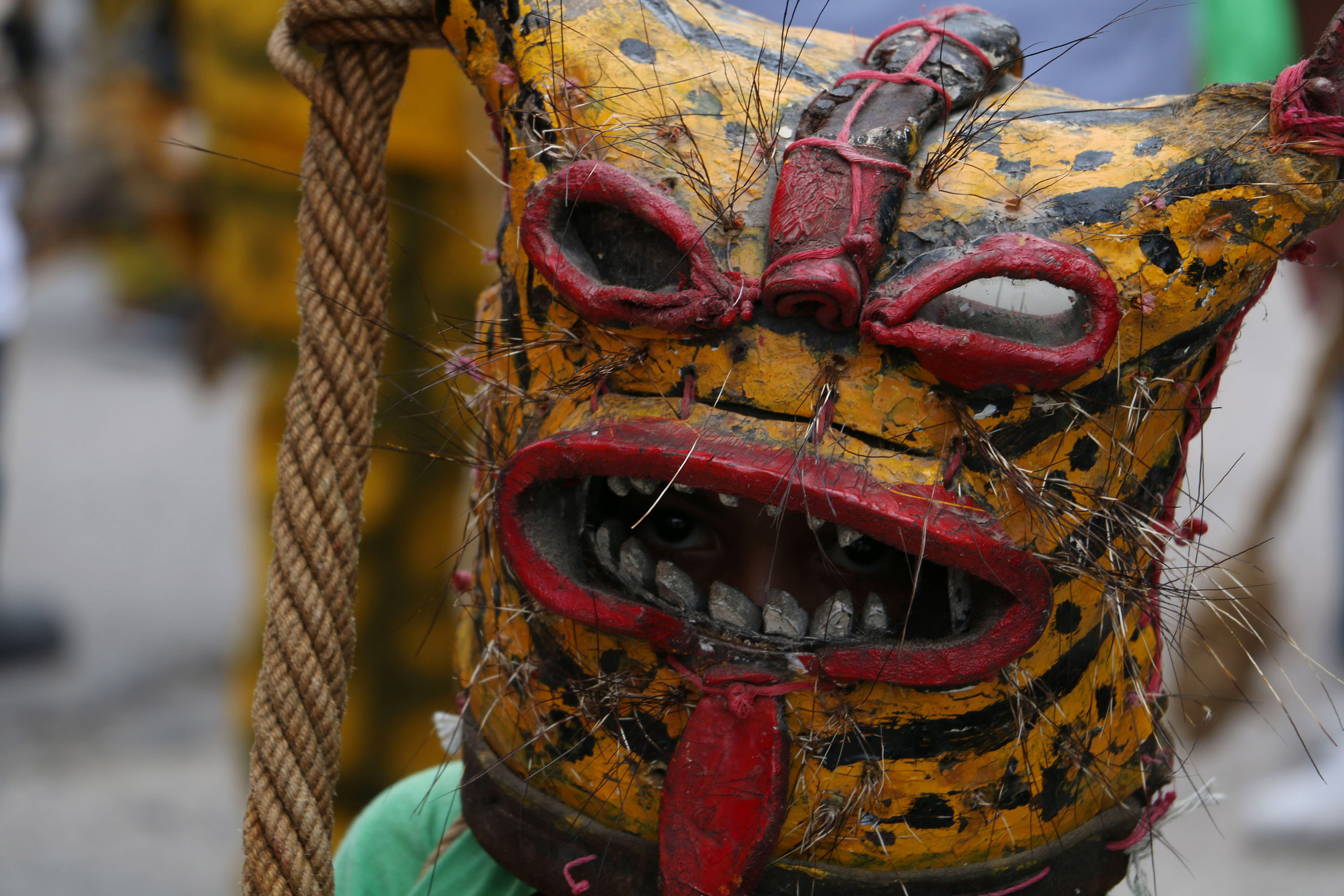